# 薩那省
薩那省（阿拉伯语：‎）是也門西部內陸的一個省。面積13,730平方公里，2004年人口918,379人。首府薩那也是該國的首都，但並不屬於本省。
1. ↑  . Central Statistical Organisation.   [24 February 2013].